# Krzewa (województwo świętokrzyskie)
Krzewa – wieś w Polsce położona w województwie świętokrzyskim, w powiecie starachowickim, w gminie Mirzec.
W latach 1975–1998 miejscowość administracyjnie należała do województwa kieleckiego.